# December 23.
December 23. az év 357. (szökőévben 358.) napja a Gergely-naptár szerint. Az évből még 8 nap van hátra.
Névnapok: Viktória + Ancilla, Dagobert, Dagomér, Dalbert, Niké, Viki, Zente, Zéta, Zete, Zétény

## Események

### Politikai események
- 619 – V. Bonifác pápa megkezdi uralkodását
- 1948 – Tokióban kivégzik Tódzsó Hideki japán miniszterelnököt és 6 társát, mint háborús bűnösöket
- 1990 – Szlovénia népszavazás útján elszakad Jugoszláviától.
- 2006 – Az ENSZ Biztonsági Tanácsa egyhangúlag megszavazza az 1737. számú határozatot, melyben szankciók bevezetését írja elő Iránnal szemben
- 2007 – Parlamenti választások Thaiföldön
- 2007 – Elnökválasztás Üzbegisztánban

### Tudományos és gazdasági események
- 1672 – Giovanni Domenico Cassini felfedezte a Szaturnusz egyik holdját, a Rheát.

### Kulturális események

#### Zenei események
- 1893 – Weimarban bemutatják Engelbert Humperdinck operáját, a „Jancsi és Juliskát”
- 1922 – Megnyitja kapuit a Fővárosi Operettszínház Budapesten

### Egyéb események
- 1469 – Firenze fejedelme két oroszlánt küld ajándékba I. Mátyás magyar királynak, a diplomáciai viszony javításának szándékával.
- 1888 – Vincent van Gogh levágja egyik fülét
- 1991 – A Ferihegyi gyorsforgalmi úti merénylet

## Születések
- 1597 – Martin Opitz német barokk költő († 1639)
- 1689 – Joseph Bodin de Boismortier francia barokk zeneszerző († 1755)
- 1732 – sir Richard Arkwright angol vállalkozó, feltaláló († 1792)
- 1750 – I. Frigyes Ágost, Szászország királya († 1827)
- 1790 – Jean-François Champollion francia történész, régész, nyelvtudós, egyiptológus († 1832)
- 1793 – Déryné Széppataki Róza, az első magyar opera-énekesnő († 1872)
- 1806 – Almásy István katolikus pap, egyházi író († 1876)
- 1818 – Bubics Ede mérnök († 1884)
- 1827 – Wilhelm von Tegetthoff osztrák császári-királyi admirális († 1871)
- 1839 – Murkovics János horvát származású szlovén tanító, író († 1917)
- 1868 – Cholnoky Viktor író, újságíró, fordító († 1912)
- 1869 – Rott Nándor veszprémi püspök († 1939)
- 1873 – Kernstok Károly festőművész († 1940)
- 1879 – Kreybig Lajos agrokémikus, talajtani kutató, az MTA tagja († 1956)
- 1880 – Lenhardt János hegedű- és hárfa-készítő hangszerész († 1931)
- 1884 – Lengyel Géza botanikus, agrobotanikus, az MTA tagja († 1965)
- 1889 – Kmetty János Kossuth-díjas magyar festőművész és grafikus, érdemes- és kiváló művész († 1975)
- 1890 – Eckhardt Sándor irodalomtörténész, nyelvész, egyetemi tanár, az MTA tagja  († 1969)
- 1891 – Bródy Imre fizikus, kémikus, feltaláló († 1944)
- 1896
  - Giuseppe Tomasi di Lampedusa olasz író  († 1957)
  - Szalay László magyar gazdálkodó, országgyűlési képviselő († 1964)
- 1902 – Bánhidy Antal magyar gépészmérnök, repülőgép-tervező és pilóta († 1994)
- 1909 – Cziglényi Ádám magyar grafikus, bélyegtervező († 1998)
- 1911 – Alexander Todd amerikai autóversenyző († 1971)
- 1911 – Niels Kaj Jerne angol születésű Nobel-díjas dán orvostudós, egyetemi tanár, a brit Királyi Társaság tagja († 1994)
- 1912 – Ernst Lautenschlager német autóversenyző († 2012)
- 1913 – Anna Margit magyar festőművésznő († 1991)
- 1916 – Dino Risi olasz színész, filmrendező († 2008)
- 1916 – Olofsson Placid svéd származású magyar bencés szerzetes, tanár, Gulag-túlélő († 2017)
- 1917 – Gimes Miklós magyar újságíró († 1958)
- 1918 – Helmut Schmidt német szociáldemokrata politikus, miniszter, szövetségi kancellár († 2015)
- 1918 – Mándy Iván Kossuth-díjas magyar író († 1995)
- 1923 – Török Endre magyar irodalomtörténész († 2005)
- 1924 – Paál László Jászai Mari-díjas magyar színész, a Pécsi Nemzeti Színház örökös tagja († 2000)
- 1931 – Jim Packard amerikai autóversenyző († 2005)
- 1932 – Dánffy Sándor Jászai Mari-díjas magyar színész († 1999)
- 1933 – Akihito japán császár
- 1935 – Esther Phillips amerikai énekesnő († 1984)
- 1937 – Lukács József Aase-díjas magyar színész, író († 2025)
- 1940 – ifj. Kőmíves Sándor Jászai Mari-díjas magyar színész († 2006)
- 1943 – Mihail Leonyidovics Gromov orosz-francia matematikus
- 1947 – Piros Ildikó Kossuth-díjas magyar színésznő
- 1956 – Michele Alboreto olasz autóversenyző († 2001)
- 1962 – Bertrand Gachot (Bertrand Jean Gachot) francia autóversenyző
- 1962 – Stefan Hell bánáti sváb származású kémiai Nobel-díjas német fizikus
- 1962 – Steve Matchett brit autóversenyző
- 1964 – Eddie Vedder amerikai zenész
- 1967 – Carla Bruni olasz-francia manöken, énekes, dalszerző
- 1968 – Manuel Rivera-Ortiz egyesült államokbeli fényképész
- 1971 – Corey Haim amerikai színész és producer († 2010)
- 1973 – Haffner Anikó magyar színésznő
- 1974 – Agustín Delgado ecuadori labdarúgó
- 1974 – Imre Géza magyar párbajtőröző
- 1974 – Tóth Zolka magyar színész
- 1978 – Szilágyi Zsófia magyar filmrendező, forgatókönyvíró
- 1980 – Joaquim Gomes angolai kosárlabdázó
- 1986 – Dzsudzsák Balázs magyar válogatott labdarúgó
- 1986 – T. J. Oshie amerikai jégkorongozó
- 1987 – Alexandra Zaretski izraeli jégtáncosnő
- 1988 – Kasino Juka japán énekes-táncos, a Perfume elektropop-trió tagja
- 1992 – Bedő Dávid magyar közgazdás, politikus
- 2002 – Finn Wolfhard kanadai színész

## Halálozások
- 1236 – Philippus Cancellarius, francia filozófus (* 1160 körül)
- 1538 – Andrea Gritti velencei dózse (* 1455)
- 1588 – I. Henri de Guise, Guise hercege, hadvezér, a Szent Liga vezetője (* 1550)
- 1708 – Aachs Mihály evangélikus prédikátor (* 1631)
- 1722 – Pierre Varignon francia matematikus (* 1654)
- 1749 – Johann Albrich erdélyi orvos (* 1687)
- 1791 – Andreas Funk evangélikus püspök szuperintendens (* 1726)
- 1825 – Csáky Manó szepesi főispán (* 1763)
- 1832 – Bánffy György losonci báró, főispán (* 1772)
- 1834 – Thomas Malthus angol demográfus (* 1766)
- 1867 – Bethlen Gergely honvéd ezredes, az olasz királyi hadsereg tábornoka (* 1810 vagy 1812)
- 1929 – Tóth János magyar államtitkár, belügyminiszter, felsőházi tag, országgyűlési képviselő (* 1864)
- 1939 – Anthony Fokker holland repülőgép-tervező, (* 1890)
- 1948 – Tódzsó Hideki Japán miniszterelnöke (* 1884)
- 1953 – Lavrentyij Pavlovics Berija grúz születésű, szovjet politikus, az SZKP PB tagja, az állambiztonsági szolgálat (NKVD) vezetője (* 1899)
- 1954 – Ferenczy Valér magyar festőművész, grafikus (* 1885)
- 1963 – Klemm Antal nyelvész, finnugrista, az MTA tagja (* 1883)
- 1969 – Budó Ágoston Kossuth-díjas fizikus, egyetemi tanár, az MTA elnökségi tagja (* 1914)
- 1972 – Andrej Nyikolajevics Tupoljev orosz repülőgép-tervező (* 1888)
- 1977 – Vajthó László irodalomtörténész, író, műfordító (* 1887)
- 1985 – Prince Bira (Birabongse Bhanudej Bhanubandh) thai autóversenyző (* 1914)
- 1989 – Richard Rado német matematikus (* 1906)
- 1996 – Bustya Endre erdélyi magyar irodalomtörténész, Ady-kutató (* 1927)
- 2001 – Jan Kott lengyel irodalomtörténész, kritikus, esszéíró (* 1914)
- 2005 – Baróti Lajos magyar válogatott labdarúgó, mesteredző (* 1914)
- 2013 – Köves Ernő magyar színész (* 1923)
- 2013 – Mihail Kalasnyikov szovjet-orosz fegyvertervező (* 1919)
- 2014 – Czakó Klára színésznő (* 1948)
- 2017 – Volli Kalm észt geológus, a Tartui Egyetem rektora (* 1953)
- 2022 – Bak Imre Kossuth-díjas magyar festő, a nemzet művésze (* 1939)

## Nemzeti ünnepek, emléknapok, világnapok
- Svédország: Szilvia királyné születésnapja (1943)

→Sablonvita:Ünnepek/12-23:
- Szent Viktória római szűz, vértanú emléknapja a katolikus egyházban[1]
- Kenty Szent János lengyel filozófus, teológus emléknapja a katolikus egyházban[1]